# Psihologie experimentală
Psihologia experimentala folosește metode științifice exacte în a studia cauzele si relațiile reciproce ale proceselor psihice, cum sunt, de exemplu, percepția, învățarea, memoria, motivația, sentimentele, personalitatea, comportamentul social și dezvoltarea psihologică de-a lungul vieții.